# Maison Serveaux
La maison Serveaux est une maison remarquable de l'île de La Réunion, département et région d'outre-mer français dans le sud-ouest de l'océan Indien. Située dans le centre-ville de Saint-Paul, elle a été construite de 1945 à 1948 par Roger Serveaux, futur maire de la commune de 1959 à 1965. Agrémentée d'une tourelle, cette grande bâtisse en béton abrite aujourd'hui les services culturels de l'administration communale.